# 1548 en littérature
| Années de la littérature : 1545 - 1546 - 1547 - 1548 - 1549 - 1550 - 1551    |
| Décennies de la littérature : 1510 - 1520 - 1530 - 1540 - 1550 - 1560 - 1570 |

Cet article présente les faits marquants de l'année 1548 en littérature.

## Événements
- 30 août : la Confrérie de la Passion et Résurrection de nostre Sauveur et Rédempteur Jésus-Christ acquiert une portion de l'Hôtel de Bourgogne où elle construit le premier théâtre permanent à Paris. Le 17 novembre, un arrêt du Parlement autorise les Confères à présenter des pièces profanes[1].

- Yajiro, japonais converti et baptisé par François Xavier, tente de transcrire par l’alphabet latin les langues s’écrivant en caractères chinois (« rōmaji »)[2]. Le Catéchisme de François Xavier est traduit en langue japonaise romanisée vers 1549[3].

## Parutions
- Janvier : publication à Lyon des onze premiers chapitres du Quart Livre de François Rabelais[4].

- Parution à Stockholm chez Amund Laurentsson de Se Wsi Testamenti, la traduction du Nouveau Testament en finnois par Mikael Agricola[5].
- Publication à Anvers vers 1547-1548 du Cancionero de romances, un recueil général du genre poétique espagnol Romancero par l'imprimeur Martín Nucio[6].
- L’Italia liberata da Goti, poème de Gian Giorgio Trissino rédigé de 1527 à 1548[7].

## Naissances
- Luis Barahona de Soto, médecin et poète espagnol († 1595).
- Novembre : André Guijon, homme d'église, orateur et poète français († septembre 1631).

## Décès
- Hassan al-Wazzan, dit Léon l'Africain, diplomate et écrivain marocain (né en 1488).